# Organização Geral de Apoio à Eurovisão
A Organização Geral de Apoio à Eurovisão (em francês: Organisation générale des Amateurs de l'Eurovision), mais conhecida pela abreviatura OGAE, é uma organização não governamental e sem fins lucrativos internacional do Festival Eurovisão da Canção. Esta organização junta clubes de fãs da Eurovisão de 42 países europeus, entre os quais Portugal, tendo sido fundado em 1984, em Savonlinna, Finlândia por Jaripekka Koikkalainen.
Atualmente, a OGAE dinamiza três concursos musicais (OGAE Song Contest, o OGAE Second Chance Contest e o OGAE Video Contest), para além da votação anual feita antes de cada edição do Festival Eurovisão da Canção, o OGAE Poll.

## Membros
Existem, atualmente, 44 clubes de fãs nacionais, com a Alemanha a dispor de dois clubes:
1. Albânia
2. Alemanha
3. Germany Eurovision Club
4. Andorra
5. Arménia
6. Austrália
7. Áustria
8. Azerbaijão
9. Bielorrússia
10. Bélgica
11. Bulgária
12. Chéquia
13. Chipre
14. Croácia
15. Dinamarca
16. Eslovénia
17. Espanha
18. Estónia
19. Finlândia
20. França
21. Grécia
22. Hungria
23. Irlanda
24. Islândia
25. Israel
26. Itália
27. Letónia
28. Lituânia
29. Luxemburgo
30. Macedónia do Norte
31. Malta
32. Noruega
33. Países Baixos
34. Polónia
35. Portugal
36. Reino Unido
37. Resto do Mundo
38. Roménia
39. Rússia
40. Sérvia
41. Suécia
42. Suíça
43. Turquia
44. Ucrânia

### OGAE Resto do Mundo
Desde 2006, existe uma filial da OGAE que une países que não possuem uma rede OGAE por direito próprio, mas que são membros ativos ou associados da UER, constituída pelos seguintes países:
- África do Sul
- Argélia
- Argentina
- Bósnia e Herzegovina(a)
- Botswana
- Brasil
- Canadá
- Cazaquistão
- Chile
- China
- Colômbia
- Coreia do Sul
- Costa Rica
- Emirados Árabes Unidos
- Egito
- Eslováquia
- Essuatíni
- Estados Unidos
- Geórgia(a)
- Hong Kong
- Japão
- Jordânia
- Líbano
- Lesoto
- Liechtenstein
- México
- Moldávia(a)
- Mónaco(a)
- Montenegro(a)
- Marrocos(a)
- Namíbia
- Nova Zelândia
- Peru
- Quirguistão
- San Marino(a)
- Seicheles
- Tunísia
- Uzbequistão
- Venezuela

Notas:↑(a)  Países participantes no Festival Eurovisão da Canção que, por não serem membros plenos da OGAE, fazem parte da OGAE Resto do Mundo

## Concursos

### OGAE Poll
| Ano  | País      | Canção                  | Artista(s)           | Pontos | Margem | Segundo lugar | País vencedor                | Refs.  |
| ---- | --------- | ----------------------- | -------------------- | ------ | ------ | ------------- | ---------------------------- | ------ |
| 2007 | Sérvia    | "Molitva" (Молитва)     | Marija Šerifović     | 172    | 19     | Bielorrússia  | Sérvia                       | [ 6 ]  |
| 2008 | Suécia    | "Hero"                  | Charlotte Perrelli   | 308    | 92     | Suíça         | Rússia                       | [ 7 ]  |
| 2009 | Noruega   | "Fairytale"             | Alexander Rybak      | 315    | 135    | França        | Noruega                      | [ 8 ]  |
| 2010 | Dinamarca | "In a Moment Like This" | Chanée & N'evergreen | 214    | 41     | Israel        | Alemanha                     | [ 8 ]  |
| 2011 | Hungria   | "What About My Dreams?" | Kati Wolf            | 287    | 6      | França        | Azerbaijão                   |        |
| 2012 | Suécia    | "Euphoria"              | Loreen               | 375    | 163    | Itália        | Suécia                       | [ 8 ]  |
| 2013 | Dinamarca | "Only Teardrops"        | Emmelie de Forest    | 362    | 80     | San Marino    | Dinamarca                    | [ 8 ]  |
| 2014 | Suécia    | "Undo"                  | Sanna Nielsen        | 352    | 89     | Hungria       | Áustria                      | [ 8 ]  |
| 2015 | Itália    | "Grande Amore"          | Il Volo              | 367    | 29     | Suécia        | Suécia                       | [ 8 ]  |
| 2016 | França    | "J'ai cherché"          | Amir                 | 425    | 33     | Rússia        | Ucrânia                      | [ 8 ]  |
| 2017 | Itália    | "Occidentali's Karma"   | Francesco Gabbani    | 497    | 162    | Bélgica       | Portugal                     | [ 8 ]  |
| 2018 | Israel    | "Toy"                   | Netta Barzilai       | 456    | 104    | França        | Israel                       | [ 9 ]  |
| 2019 | Itália    | "Soldi"                 | Mahmood              | 411    | 5      | Suíça         | Países Baixos                | [ 10 ] |
| 2020 | Lituânia  | "On Fire"               | The Roop             | 430    | 126    | Islândia      | Cancelado devido ao COVID-19 | [ 11 ] |
| 2021 | Malta     | "Je me casse"           | Destiny Chukunyere   | 363    | 5      | Suíça         | Itália                       | [ 12 ] |
| 2022 | Suécia    | "Hold Me Closer"        | Cornelia Jakobs      | 393    | 6      | Itália        | Ucrânia                      | [ 13 ] |
| 2023 | Suécia    | "Tattoo"                | Loreen               | 423    | 29     | Finlândia     | Suécia                       | [ 14 ] |
| 2024 | Croácia   | "Rim Tim Tagi Dim"      | Baby Lasagna         | 356    | 18     | Itália        | Suíça                        | [ 15 ] |
| 2025 | Suécia    | "Bara bada bastu"       | KAJ                  | 421    | 39     | Áustria       |                              | [ 16 ] |

#### Resultados por ano
| #   | País          | Artista                     | Canção                                               | Pontos | Cl.             |
| --- | ------------- | --------------------------- | ---------------------------------------------------- | ------ | --------------- |
| 1º  | Croácia       | Baby Lasagna                | "Rim Tim Tagi Dim"                                   | 356    | 2º              |
| 2º  | Itália        | Angelina Mango              | "La noia"                                            | 338    | 7º              |
| 3º  | Suíça         | Nemo                        | "The Code"                                           | 290    | 1º              |
| 4º  | Bélgica       | Mustii                      | "Before the Party's Over"                            | 223    | 13º (SF)        |
| 5º  | França        | Slimane                     | "Mon amour"                                          | 188    | 4º              |
| 6º  | Ucrânia       | Alyona Alyona & Jerry Heil  | "Teresa & Maria"                                     | 150    | 3º              |
| 7º  | Áustria       | Kaleen                      | "We Will Rave"                                       | 129    | 24º             |
| 8º  | Lituânia      | Silvester Belt              | "Luktelk"                                            | 108    | 14º             |
| 9º  | Espanha       | Nebulossa                   | "Zorra"(a)                                           | 103    | 22º             |
| 10º | Países Baixos | Joost Klein                 | "Europapa"                                           | 96     | Desclassificado |
| 11º | Grécia        | Marina Satti                | "Zari" (Ζάρι)                                        | 91     | 12º             |
| 12º | Reino Unido   | Olly Alexander              | "Dizzy"                                              | 89     | 18º             |
| 13º | Suécia        | Marcus & Martinus           | "Unforgettable"                                      | 59     | 9º              |
| 14º | Israel        | Eden Golan                  | "Hurricane"                                          | 53     | 5º              |
| 15º | Noruega       | Gåte                        | "Ulveham"                                            | 43     | 25º             |
| 16º | Dinamarca     | Saba                        | "Sand"                                               | 12     | 12º (SF)        |
| 17º | Luxemburgo    | Tali                        | "Fighter"                                            | 12     | 13º             |
| 18º | Eslovénia     | Raiven                      | "Veronika"                                           | 10     | 23º             |
| 19º | Sérvia        | Teya Dora                   | "Ramonda" (Рамонда)                                  | 7      | 17º             |
| 20º | Austrália     | Electric Fields             | "One Milkali (One Blood)"                            | 5      | 11º (SF)        |
| 21º | Estónia       | 5miinust & Puuluup          | "(Nendest) narkootikumidest ei tea me (küll) midagi" | 5      | 20º             |
| 22º | Chipre        | Silia Kapsis                | "Liar"                                               | 4      | 15º             |
| 23º | Azerbaijão    | Fahree feat. Ilkin Dovlatov | "Özünlə apar"                                        | 3      | 14º (SF)        |
| 24º | Arménia       | Ladaniva                    | "Jako"                                               | 2      | 8º              |
| 25º | Geórgia       | Nutsa Buzaladze             | "Firefighter"                                        | 1      | 21º             |
| 26º | Polónia       | Luna                        | "The Tower"                                          | 1      | 12º (SF)        |
| 27º | Albânia       | Besa Kokëdhima              | "Titan"                                              | 0      | 15º (SF)        |
| 27º | Alemanha      | Isaak                       | "Always On The Run"                                  | 0      | 12º             |
| 27º | Chéquia       | Aiko                        | "Pedestal"                                           | 0      | 11º (SF)        |
| 27º | Finlândia     | Windows95man                | "No Rules!"                                          | 0      | 19º             |
| 27º | Irlanda       | Bambie Thug                 | "Doomsday Blue"                                      | 0      | 6º              |
| 27º | Islândia      | Hera Björk                  | "Scared of Heights"                                  | 0      | 15º (SF)        |
| 27º | Letónia       | Dons                        | "Hollow"                                             | 0      | 16º             |
| 27º | Malta         | Sarah Bonnici               | "Loop"                                               | 0      | 16º (SF)        |
| 27º | Moldávia      | Natalia Barbu               | "In the Middle"                                      | 0      | 13º (SF)        |
| 27º | Portugal      | Iolanda                     | "Grito"                                              | 0      | 10º             |
| 27º | San Marino    | Megara                      | "11:11"                                              | 0      | 14º (SF)        |